# Are You Passionate?
Are You Passionate? è un album del 2002 di Neil Young, il più insolito dagli anni ottanta per lo stile tendente al soul (ci sono similitudini con This Note's for You). Per buona parte del disco c'è la collaborazione con Booker T. & the M.G.'s.
Let's Roll è una canzone dedicata alle vittime del volo 93 durante gli attentati dell'11 settembre 2001.

## Tracce
Testi e musiche di Neil Young.
1. You're My Girl – 4:41
2. Mr. Disappointment – 5:26
3. Differently – 6:04
4. (Quit) Don't Say You Love Me – 6:02
5. Let's Roll – 5:54
6. Are You Passionate? – 5:08
7. Goin' Home – 8:49
8. When I Hold You in My Arms – 4:44
9. Be With You – 3:32
10. Two Old Friends – 6:15
11. She's a Healer – 9:08

Sul retro del disco è riportato anche il brano Getaway of Love (eseguito spesso nel corso del tour con i Crazy Horse del 2001) ma poi escluso all'ultimo momento. Negli Stati Uniti l'album arrivò al #10 della classifica di Billboard.

## Formazione
- Neil Young - voce, chitarra e piano

Altri musicisti
- Booker T. Jones - organo, vibrafoni e voce
- Duck Dunn - basso, voce in "Differently"
- Steve Potts - percussioni, bongos e tamburello
- Frank "Poncho" Sampedro - chitarra e voce
- Tom Bray - tromba
- Pegi Young - voce
- Astrid Young - voce

Eccetto Goin' Home (Neil Young & Crazy Horse):
- Neil Young - voce e chitarra
- Frank "Poncho" Sampedro - chitarra e voce
- Billy Talbot - basso
- Ralph Molina - percussioni e voce